# Trimmatom
 Trimmatom es un género de peces de la familia de los Gobiidae en el orden de los Perciformes.

## Especies
Las especies de este género son:
- Trimmatom eviotops (Schultz, 1943)
- Trimmatom macropodus Winterbottom, 1989
- Trimmatom nanus Winterbottom & Emery, 1981
- Trimmatom offucius Winterbottom & Emery, 1981
- Trimmatom pharus Winterbottom, 2001
- Trimmatom sagma Winterbottom, 1989
- Trimmatom zapotes Winterbottom, 1989